# マリッジスターこうもと
マリッジスターこうもと（1984年11月1日 - ）は、日本のお笑い芸人。お笑いコンビ「ウルトラトウフ」の元メンバー。本名、河本 健斗（こうもと けんと）。旧芸名、「マリッジブルーこうもと」。岡山県津山市出身。松竹芸能所属。声優の河本啓佑は弟。

## 来歴
中学生の時に同級生から薦められた『一人ごっつ』を観たことでお笑いに興味を持ち、芸人を志すきっかけとなる。
岡山県立林野高等学校卒業後の2003年4月にNSC大阪校に26期生として入学。漫才希望だったが相方が見付からなかったため、『ブルー河本』の芸名でピン芸人として活動を開始。在学中は基本誰とも会話をせず、仲間と呼べる存在を一人も作る事なく風のように卒業した。
一度だけコンビを組んだ事があったが、相方の作ったネタ、生活態度、人間性までも徹底的に非難したため一瞬で解散した。
この相方を含め、ユニットを組んだ人間がことごとく芸能活動を辞めていくという不吉なジンクスがある。
NSC卒業後、2004年8月からは『笑っていいとも!』の『プチ自慢カーニバル』コーナーのオーディションなどを受けるようになる。このオーディションを通じて、当時素人だった関あっし、くりこら後の芸人仲間とも知り合うようになる。12月にはこの番組の『身内自慢コンテスト』で川口能活にそっくりということで出演。なお、これが初めてのテレビ出演だった。しかしこの年、10月に芸人活動を一時辞めている。
2005年11月、『笑っていいとも!』の『プチ自慢』用としていた技を披露しようと、『探偵!ナイトスクープ』に「依頼」を出し、出演を果たす。「ジーンズを手を使わずに穿き、世界記録に挑戦」などの芸を披露し、同番組には2007年まで7回出演。最終的にはトータルで10回出演した。
2006年2月に芸名をマリッジブルーこうもとに改名。2007年まではほとんど素人という形で活動していたが、この年から本格的に芸人として再始動。当時ピン芸人だったウーマンラッシュアワーの村本大輔に「こうもとは東京向きじゃないか」という助言も受け、2007年5月に東京に移り、東京を拠点とした活動を開始する。
R-1ぐらんぷり2009では準決勝まで進出。ピンでの活動の他、くりことのコンビ『みーはー'S』としても活動。また、M-1グランプリ2008では重政豊とコンビを組んで『マリッジゆたか2007』として出場。
ピン芸人の活動と並行して、2013年から関あっしとの人間紙芝居漫才コンビ『ぐるぐるパラダイス』でも活動。
2013年11月には、『笑っていいとも!』のモノマネコーナーにてフットボールアワー岩尾望のモノマネで出演（これが「いいとも」6回目の出演）、タモリを騙した。
近年、関あっしとの活動の多さから群馬での営業が増加している。
2016年中に芸名を「マリッジスターこうもと」に改名。2017年にカモシダせぶんとのコンビ「ウルトラトウフ」を結成。これに伴い、自身も松竹芸能に移籍した。なお、これまでの間に、所属事務所は吉本興業 → フリー → デリートエンターテイメント → オスカープロモーション → フリー → 松竹芸能と変遷。

## 人物・芸風
- ジーンズを手を使わずにはくこと以外では、全ての国の首都、国旗を暗記しているという芸がある[12]。
- 特技はテレビゲームで、『スーパーマリオ』シリーズに関しては、ほぼ全てのソフトをノーミスでクリア出来る程の腕前。また、ゲームの知識量も膨大であり[13]、自身のネタに取り入れる事が多々ある。
- 誰も知らないようなインディーズ芸人を知っていたり、各プロダクションの養成所（NSC、JCAなど）の卒業生データを作成・記憶している等、相当なお笑いマニアである。
- お笑いの賞レースは一回戦からなるべく観戦し独自に傾向と対策をたて研究するようにしている[14]。
- 物真似を披露することが多く、レパートリーには、江頭2:50、フットボールアワーの岩尾望、小島よしお、出川哲朗、ボビー・オロゴン、スギちゃん、もう中学生、さまぁ〜ず（大竹一樹、三村マサカズ）、穴子さんとマスオさん（サザエさん）、三河屋さん（サザエさん）、中島君（サザエさん）、花輪君（ちびまる子ちゃん）、ベジータ（ドラゴンボール）、ムスカ（天空の城ラピュタ）、サバンナ高橋、ブラックマヨネーズ吉田、ケンドーコバヤシ、世界のヘイポー、栗原類、ピース綾部、平成ノブシコブシ吉村、南海キャンディーズ山里、オードリー春日俊彰、オリエンタルラジオ藤森慎吾、三四郎小宮浩信、アントニオ猪木、アニマル浜口、天龍源一郎、高田延彦、高田純次、西田敏行、藤岡弘、、中尾彬、水谷豊、吉幾三、美川憲一、槇原敬之、福山雅治、堂本剛、山崎まさよし、旅番組のナレーション、古谷徹の声のキャラクター、若本規夫の声のキャラクター、ガチャピン、ムック、ふなっしー、バッドナイス常田、トレンディエンジェル斎藤司、コロコロチキチキペッパーズナダル、湘南デストラーデ岡本亮、虹の黄昏などがある[12]。ブリッジとして、様々なアクションをつけながら「ハーイ、マリッジ！」「ハーイ、ネクスト！」「イェス！イェス！」と言うものがある。
- モノマネをはじめたきっかけは、東京に来てから古賀シュウを見て面白かったからである。
- 精力的に都内のお笑いライブに出演している、自身でもお笑いライブを主催することも多々あり、お笑いライブ好きである
- フリップネタには、オリジナルのアルファベット略語にツッコミを入れるものや、カラオケの歌詞本のタイトル名にツッコミを入れるものもある。
- 一人ショートコントネタには、最初にオチの一言を宣言して、そのフレーズで終わるスタイルのものもある。
- 以前から使用していたブリッジに「ハーイ、ネクスト！」があるが、厚切りジェイソンがR-1決勝で使用したため、現在は使用を見合わせている。
- 桃太郎の登場人物を有名お笑い芸能人で再現する一人コントがある。
- YouTube始めてからのモノマネにはお笑い系だと､マヂカルラブリーの野田クリスタルと村上。ぺこぱの松陰寺太勇がある。

## 出演

### テレビ
- 森田一義アワー 笑っていいとも!（フジテレビ） - 『身内自慢コンテスト』以外では、『ニセメン☆パラダイス』コーナーに2007年12月、2008年3月に、『なりすまし電話ご本人を探せ!』コーナーに2013年11月28日出演。
- 探偵!ナイトスクープ（朝日放送） - 2005年-2007年
- 100人目のバカ（フジテレビ） - 2005年10月24日、関あっしからの紹介で出演。
- 麒麟・千鳥の二笑流TV（GAORA） - 2006年6月
- アナCAN（TBS） - 2008年12月
- エンタの神様（日本テレビ） - 2009年2月28日初出演、キャッチコピーは「絶頂感のリバウンド」[5]
- シルシルミシル（テレビ朝日） - 2009年3月11日
- ほぼ1（TOKYO MX） - 2009年4月
- THE パフォーマンス営業部（フジテレビ） - 2011年6月7日
- フジテレビに出たい人TV（フジテレビ） - 2012年6月
- JOYnt!（群馬テレビ・5いっしょ3ちゃんねる加盟局） - 2014年4月30日、ぐるぐるパラダイスとして出演
- 水曜日のダウンタウン（TBS） - 2014年10月29日、江頭2:50役で再現VTRに出演。
- PON!（日本テレビ） - 2015年11月3日、11月6日、『お笑い数うちゃPON』のコーナーに出演。週間チャンピオンとなる。

### ラジオ
- くりぃむしちゅーのオールナイトニッポン（ニッポン放送） - 2007年1月-3月 放送の企画、素人のお笑いコンテスト「A-1グランプリ」でセミアマとしてネタを披露した。
- オクイシュージのラジカルリーグ（FM-FUJI） - 2008年